# Billie Piper
Pour les articles homonymes, voir Billie et Piper.
Billie Piper /ˈbɪli ˈpaɪpə/, née le 22 septembre 1982 à Swindon, en Angleterre, est une chanteuse et actrice britannique. Elle est notamment connue pour ses rôles dans les séries télévisées Doctor Who et Journal intime d'une call girl.

## Biographie

### Enfance et formation
Lianne Paul Piper naît le 22 septembre 1982 à Swindon, en Angleterre.
Son père, Paul Piper est un petit entrepreneur. Ses parents, lui ont donné initialement le prénom de Lianne, changent d'avis au bout de trois semaines. Billie est l’aînée d'une fratrie de quatre enfants. De 12 à 15 ans, elle fréquente la Sylvia Young Theatre School, à Londres.

### Carrière de chanteuse
Grâce à sa prestation dans un spot publicitaire, elle est remarquée par des producteurs de musique. En 1998, alors qu'elle n'a que 15 ans, sa carrière de chanteuse pop démarre. Son premier single Because We Want To est directement no 1 des ventes au Royaume-Uni. Elle devient la plus jeune artiste à atteindre la 1re place des charts britanniques. À cette époque, elle est connue sous le nom de « Billie. »
Elle sort son premier album, Honey to the B et atteint directement la 14e des charts britanniques, se vendant à plus de 300 000 exemplaires et devient disque de platine en Nouvelle-Zélande. En Australie, l'album passe inaperçu, n’atteignant que la 31e des charts. En 1999, elle enregistre une chanson pour la version anglaise de Pokémon, le film : Mewtwo contre-attaque, intitulée "Makin' My Way (Any Way That I Can)".

### Carrière d'actrice
Après quelques petits rôles au cinéma et à la télévision, sa carrière de comédienne débute véritablement en 2005 quand on lui confie un rôle principal dans l'indéboulonnable série de science-fiction Doctor Who diffusée depuis 1963 sur BBC One. Elle y joue Rose Tyler, la compagne du Docteur, dans ses neuvième et dixième régénérations jouées par Christopher Eccleston puis par David Tennant. Elle est récompensée aux National Television Awards ainsi qu'aux TV Quick Awards pour ce rôle. En mars 2006, elle annonce vouloir continuer à jouer son rôle dans la 3e saison prévue pour 2007 mais change finalement d'avis en mai, lorsque la possibilité d'un spin-off sur Rose est en discussion. En juin, la BBC annonce que l'épisode final de la saison 2 est la dernière apparition de Billie Piper. En 2008, elle reprend son rôle dans les trois derniers épisodes de la saison 4 aux côtés de nombreux anciens compagnons du Doctor. Après 5 ans d'absence, elle revient une dernière fois dans Doctor Who, où elle endosse le rôle de l'interface de l'arme que le Docteur de la guerre (autre incarnation du Docteur) veut utiliser.

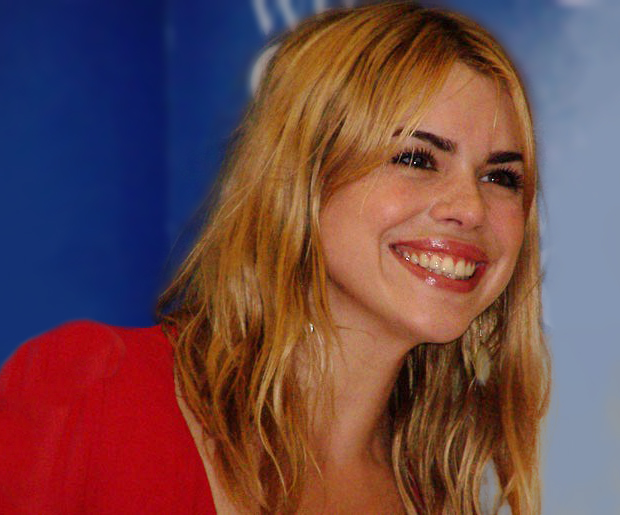
En dédicace, à Leeds, en janvier 2004.

En 2007, elle apparaît dans l'adaptation du roman de Jane Austen, Mansfield Park, diffusé sur ITV1. La même année, elle est l'actrice principale de la nouvelle série Journal intime d'une call girl de la chaîne britannique ITV adaptée de The Intimate Adventures of a London Call Girl, roman autobiographique du Dr Brooke Magnanti, dite Belle de Jour. Dans une interview en 2008, elle avoue qu'elle a craint à cette époque que son rôle de prostituée de luxe ait détruit ses chances de faire carrière à Hollywood. La série prend fin en 2011. En 2011, elle rejoint le casting de la comédie romantique de Robin Sheppard, Truth about Lies. Elle est également à l'affiche du drame en deux parties de A Passionate Woman sur la BBC en avril 2010,.
En 2014, elle est choisie par sky et showtime pour interpréter Brona Croft, une immigrante irlandaise, dans la série Penny Dreadful.
En 2018, elle fait ses débuts derrière la caméra avec le lancement de la production de son premier film intitulé Rare Beasts, dont elle est également la scénariste, film qui réunit David Thewlis, Leo Bill et Kerry Fox. L'année suivante, elle fait partie du casting d'Eternal Beauty, créé par Craig Roberts aux côtés des David Thewlis, Alice Lowe et Sally Hawkins.
En 2025, Billie Piper crée la surprise en revenant dans l’univers de Doctor Who sous les traits d'un personnage à l'identité encore inconnue. Elle apparaît dans l’épisode final de la deuxième saison, intitulé La Guerre de la réalité.

### Carrière au théâtre
Également actrice de théâtre, elle est la tête d'affiche de Yerma à West End en 2016-2017 ainsi que lors de l'exportation outre-Atlantique de la pièce au Park Avenue Armory à New York en 2018. Sa performance est acclamée par la critique ; The Guardian dit que « Billie Piper [...] fait trembler la terre dans le rôle titre » et met 5 étoiles à la pièce. La pièce est annoncée pour une diffusion en live dans 700 cinémas britanniques le 31 août 2017 et, avant même la mise en vente des billets, plus de 100 cinémas annoncent être complets avec une liste d'attente.
De novembre 2011 à janvier 2012, elle joue Carly dans la pièce Reasons to Be Pretty de Neil LaBute au Almeida Theatre, considérée comme l'« une des meilleures pièces jamais produites » par le journaliste Quentin Letts du Daily Mail. En 2012-2013, elle joue le rôle principal dans The Effect au Royal National Theatre, rôle pour lequel elle est nommée pour un Laurence Olivier Awards ainsi qu'aux Evening Standard Theatre Awards.

## Filmographie

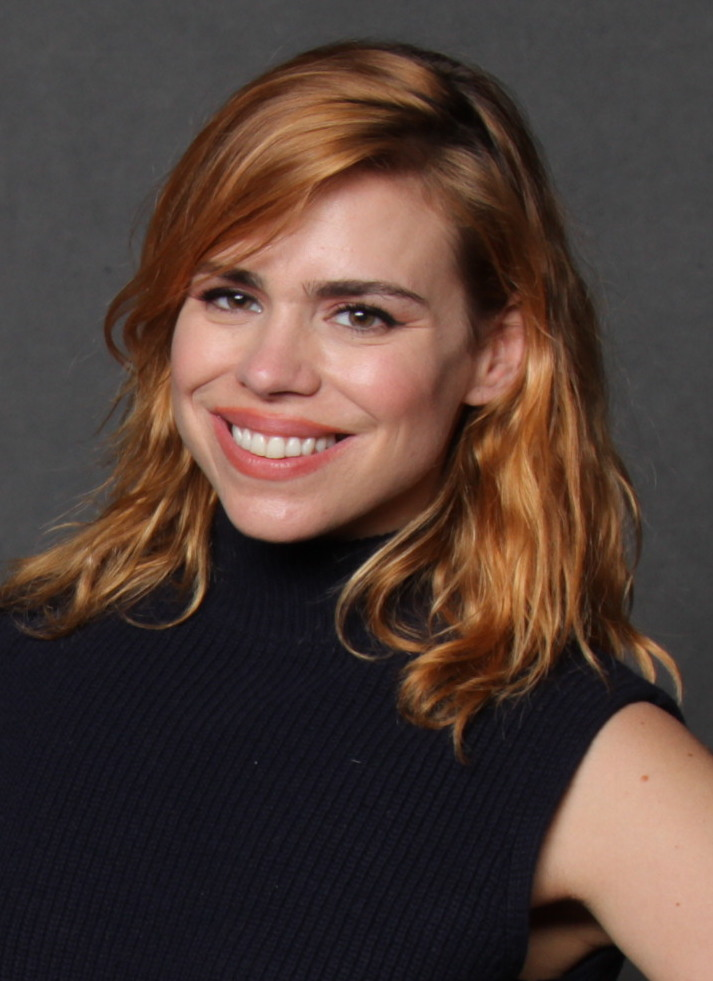
Billie Piper en 2016.

### Cinéma
- 1996 : The Leading Man de John Duigan : une fille (non créditée)
- 1996 : Evita de Alan Parker : une fille demandant un autographe à Juan Peron (non créditée)
- 2004 : The Calcium Kid de Alex De Rakoff : Angel
- 2004 : Things to Do Before You're 30 de Simon Shore : Vicky
- 2005 : Spirit Trap de David Smith : Jenny
- 2010 : Animaux et Cie de Reinhard Klooss et Holger Tappe : Bonnie (voix)
- 2016 : City of Tiny Lights de Pete Travis : Shelley
- 2018 : Two for Joy de Tom Beard : Lillah
- 2019 : Eternal Beauty de Craig Roberts : Nicola
- 2024 : Scoop de Philip Martin : Sam McAlister

### Téléfilms
- 2004 : Bella and the Boys de Brian Hill : Bella
- 2006 : La Malédiction du rubis (The Ruby in the Smoke) de John McKay (en): Sally Lockhart
- 2007 : Mansfield Park d'Iain B. MacDonald : Fanny Price
- 2007 : Le Mystère de l'Étoile polaire (The Shadow in the North) de John McKay : Sally Lockhart

### Séries
- 1999 : Music Chronicles : figuration (saison 1, épisode 20)
- 2003 : The Canterbury Tales de John McKay (en) : Alison Crosby (saison 1, épisode 1)
- 2005 : ShakespeaRe-Told de Brian Percival : Hero
- 2005-2006 : Doctor Who : Rose Tyler (27 épisodes - saisons 1-2 et 1 mini-épisode)
- 2006 : Masterpiece de Brian Percival : Sally Lockhart (saison 37, épisode 4)
- 2007-2011 : Journal intime d'une call girl (Secret Diary Of A Call Girl) de Lucy Prebble : Hannah Baxter / Belle
- 2008 : Doctor Who : Rose Tyler (saison 4,épisodes 1, 5,10,11,12 et 13)
- 2009 : Doctor Who : Rose Tyler (épisode La Prophétie de Noël)
- 2010 : A Passionate Woman de Antonia Bird et Kay Mellor : Betty
- 2012 : True Love (en) de Dominic Savage : Holly (épisode 3)
- 2013 : Doctor Who : Le Moment[30] (épisode spécial du 50e anniversaire)
- 2014 : Playhouse Presents de Stanley Kutler, Harry Shearer, Kate Hardie et Grayson Perry : Badger (saison 3, épisode 5)
- 2014-2016 : Penny Dreadful de John Logan : Brona Croft (saison 1) / Lily (saisons 2-3)
- 2018 : Collateral (mini-série, 4 épisodes)
- 2020 : I Hate Suzie (série télévisée, 1 saison)
- 2024 : Kaos (série télévisée, saison 1) : Cassandre
- 2025 : Mercredi : Capri (saison 2)
- 2025 : Doctor Who (saison 2, épisode 8)

## Distinctions

### Au cinéma

#### Récompenses
- 2005 : National Television Awards de l'actrice la plus populaire dans une série télévisée dramatique pour Doctor Who (2005-2006) pour le rôle de Rose Tyler.
- 2005 : SFX Awards de la meilleure actrice dans une série télévisée dramatique pour Doctor Who (2005-2006) pour le rôle de Rose Tyler.
- 2006 : Glamour Awards de la meilleure actrice dans une série télévisée dramatique pour Doctor Who (2005-2006) pour le rôle de Rose Tyler.
- 2006 : Television and Radio Industries Club Awards du nouveau jeune talent dans une série télévisée dramatique pour Doctor Who (2005-2006) pour le rôle de Rose Tyler.
- 2006 : National Television Awards de l'actrice la plus populaire dans une série télévisée dramatique pour Doctor Who (2005-2006) pour le rôle de Rose Tyler.
- 2006 : TV Quick Awards de la meilleure actrice dans une série télévisée dramatique pour Doctor Who (2005-2006) pour le rôle de Rose Tyler.
- 2007 : SFX Awards de la meilleure actrice dans une série télévisée dramatique pour Doctor Who (2005-2006) pour le rôle de Rose Tyler.
- 2010 : Glamour Awards de la meilleure actrice pour Journal intime d'une call girl (2007-2011).

#### Nominations
- 2005 : Glamour Awards de la meilleure actrice dans une série télévisée dramatique pour Doctor Who (2005-2006) pour le rôle de Rose Tyler.
- 2006 : BAFTA Awards de la meilleure actrice dans une série télévisée dramatique pour Doctor Who (2005-2006) pour le rôle de Rose Tyler.
- 2007 : BAFTA Awards de la meilleure actrice dans une série télévisée dramatique pour Doctor Who (2005-2006) pour le rôle de Rose Tyler.
- Festival de la Rose d'or 2008 : Nomination au Prix spécial de la meilleure artiste de télévision dans une série télévisée dramatique pour Journal intime d'une call girl (2007-2011).
- 2015 : Fangoria Chainsaw Award de la meilleure actrice dans un second rôle dans une série télévisée dramatique pour Penny Dreadful (2014-2016).
- 2016 : Fangoria Chainsaw Award de la meilleure actrice dans un second rôle dans une série télévisée dramatique pour Penny Dreadful (2014-2016).

### Au théâtre

#### Récompenses
- 2014 : Whatsonstage.com Awards de la meilleure actrice pour Great Britain.
- 2014 : Glamour Awards de la meilleure actrice pour Great Britain.
- 2017 : Laurence Olivier Awards de la meilleure actrice dans une pièce de théâtre pour Yerma (2016-2017).
- 2017 : Critics' Circle Theatre Awards de la meilleure actrice dans une pièce de théâtre pour Yerma (2016-2017).
- 2017 : Evening Standard Theater Awards de la meilleure actrice dans une pièce de théâtre pour Yerma (2016-2017).
- 2017 : Whatsonstage.com Awards de la meilleure actrice dans une pièce de théâtre pour Yerma (2016-2017).
- 2017 : Broadway World Theatre Awards de la meilleure actrice dans une pièce de théâtre pour Yerma (2016-2017).
- 2017 : Glamour Awards de la meilleure actrice dans une pièce de théâtre pour Yerma (2016-2017).

#### Nominations
- 2007 : Evening Standard Theater Awards de la meilleure actrice dans une pièce de théâtre pour Treats
- 2012 : Evening Standard Theater Awards de la meilleure actrice dans une pièce de théâtre pour The Effect
- 2013 : Laurence Olivier Awards de la meilleure actrice dans une pièce de théâtre pour The Effect
- 2013 : Whatsonstage.com Awards de la meilleure actrice dans une pièce de théâtre pour The Effect
- 2018 : Drama Desk Awards de la meilleure actrice dans une pièce de théâtre pour Yerma (2016-2017).

## Discographie
Note : La place correspond au meilleur classement dans les charts au Royaume-Uni.

### Albums
- 1998 : Honey to the B
- 2000 : Walk of Life
- 2005 : The Very Best Of Billie Piper
- 2012 : The Singles Collection

### Singles
- 1998 : Because We Want To
- 1998 : Girlfriend
- 1998 : She Wants You
- 1998 : Last Christmas
- 1999 : Honey to the Bee
- 1999 : Thank ABBA For The Music (avec Steps, Tina Cousins, Cleopatra and B*Witched)
- 2000 : Day and Night
- 2000 : Something Deep Inside
- 2000 : Walk of Life

### EP
- 2012 : 5 Bites